# Amata cerberella
Amata cerberella är en fjärilsart som beskrevs av Embrik Strand 1917. Amata cerberella ingår i släktet Amata och familjen björnspinnare. Inga underarter finns listade i Catalogue of Life.